# Чемпионат мира по хоккею с шайбой среди молодёжных команд 2010
Чемпионат мира по хоккею с шайбой среди молодёжных команд 2010 года — 34-й турнир молодёжного чемпионата мира под эгидой ИИХФ, проходивший с 26 декабря 2009 года по 5 января 2010 года в Саскатуне и Реджайне, Канада. Чемпионом стала сборная США, одолевшая в финале сборную Канады в овертайме со счётом 6:5. Бронзовую медаль выиграла сборная Швеции, разгромившая в матче за третье место сборную Швейцарии — 11:4.
Самым ценным игроком чемпионата был признан Джордан Эберле, который также стал лучшим нападающим турнира. Лучшим бомбардиром соревнования стал Дерек Степан, набравший 14 (4+10) очков за результативность. Лучшим вратарём турнира был признан швейцарец Беньямин Конц, а лучшим защитником канадец Алекс Пьетранжело.

## Арены
| Кредит Юнион-центр Вместимость: 14 705 | Брендт-центр Вместимость: 7 000 |
| -------------------------------------- | ------------------------------- |
|                                        |                                 |
| Канада — Саскатун                      | Канада — Реджайна               |

## Участвующие команды
В чемпионате принимали участие 10 национальных команд — восемь из Европы и две из Северной Америки. Сборные Австрии и Швейцарии пришли из первого дивизиона, остальные — с прошлого турнира ТОП-дивизиона.
| Европа - Чехия* - Словакия* - Финляндия* - Австрия^ - Россия* | - Швеция* - Латвия* - Швейцария^ Северная Америка - Канада× - США* |  |

* = 8 команд автоматически квалифицировались в высший дивизион по итогам чемпионата мира 2009 года
^ = 2 команды перешли в высший дивизион по итогам первого дивизиона чемпионата мира 2009 года
× = Квалифицировались как хозяева чемпионата 

## Предварительный этап
|  | Команды, выходящие в полуфинал          |
|  | Команды, выходящие в четвертьфинал      |
|  | Команды, выходящие в утешительный раунд |

### Группа A
| М | Сборная   | И | В | ВО | ПО | П | ШЗ | ШП | РШ  | О  |
| - | --------- | - | - | -- | -- | - | -- | -- | --- | -- |
| 1 | Канада    | 4 | 3 | 1  | 0  | 0 | 35 | 6  | +29 | 11 |
| 2 | США       | 4 | 3 | 0  | 1  | 0 | 26 | 9  | +17 | 10 |
| 3 | Швейцария | 4 | 2 | 0  | 0  | 2 | 11 | 15 | −4  | 6  |
| 4 | Словакия  | 4 | 1 | 0  | 0  | 3 | 14 | 22 | −8  | 3  |
| 5 | Латвия    | 4 | 0 | 0  | 0  | 4 | 9  | 43 | −34 | 0  |

Время местное (UTC-6).
| 26 декабря 2009 15:00 | Латвия | 0:16 (0:5, 0:6, 0:5) | Канада | Кредит Юнион-центр Зрителей: 12 469 |

| Отчёт  | Отчёт                                                                  | Отчёт | Отчёт                     | Отчёт                                                                                               |
| ------ | ---------------------------------------------------------------------- | --- | ------------------------- | --------------------------------------------------------------------------------------------------- |
|        |                                                                        | |                           | |
|        | Раймонд Эрмичс — 00:00-09:07 Янис Калныньш — 09:07-60:00               | Вратари | 00:00-60:00 — Джейк Аллен | Судьи: Морган Юханссон Кристер Ларкинг Линейные судьи: Сакари Суоминен Кристиан Тиллерквист-Йёнссон |
|        | Голы:                                                                  | |                           | Судьи: Морган Юханссон Кристер Ларкинг Линейные судьи: Сакари Суоминен Кристиан Тиллерквист-Йёнссон |
|        | 0:1 0:2 0:3 0:4 0:5 0:6 0:7 0:8 0:9 0:10 0:11 0:12 0:13 0:14 0:15 0:16 | 00:36 — Габриэль Бурк (Р. Эллис, П. Кормье) 04:22 — Назем Кадри (бол.) (А. Пьетранжело, Т. Холл) 06:39 — Габриэль Бурк (бол.) (Б. Шенн) 11:43 — Люк Адам (С. Делла Ровер) 17:52 — Патрис Кормье (Т. Хамоник, Г. Бурк) 24:49 — Джордан Эберле (Б. Макмиллан, А. Пьетранжело) 29:28 — Трэвис Хамоник (А. Пьетранджело) 30:26 — Назем Кадри (Т. Холл) 38:10 — Брендон Козун (бол.) (Г. Бурк, Б. Шенн) 39:40 — Джордан Эберле (бол.) (А. Пьетранджело) 39:57 — Адам Хенрик (Г. Бурк) 41:33 — Патрис Кормье (Б. Козун) 44:35 — Брэндон Макмиллан (бол.) (Б. Козун, Л. Адам) 49:19 — Брендон Козун (Г. Бурк, П. Кормье) 58:28 — Габриэль Бурк (бол.) (Б. Козун) 59:32 — Люк Адам (Дж. Карон, С. Делла Ровер) |                           | Судьи: Морган Юханссон Кристер Ларкинг Линейные судьи: Сакари Суоминен Кристиан Тиллерквист-Йёнссон |
|        |                                                                        | |                           | Судьи: Морган Юханссон Кристер Ларкинг Линейные судьи: Сакари Суоминен Кристиан Тиллерквист-Йёнссон |
|        |                                                                        | |                           | Судьи: Морган Юханссон Кристер Ларкинг Линейные судьи: Сакари Суоминен Кристиан Тиллерквист-Йёнссон |
|        |                                                                        | |                           | Судьи: Морган Юханссон Кристер Ларкинг Линейные судьи: Сакари Суоминен Кристиан Тиллерквист-Йёнссон |
| 16 мин | Штраф                                                                  | 14 мин |                           | Судьи: Морган Юханссон Кристер Ларкинг Линейные судьи: Сакари Суоминен Кристиан Тиллерквист-Йёнссон |
|        |                                                                        | |                           | |
|        | 10                                                                     | Броски | 67                        | |

| 26 декабря 2009 19:00 | Словакия | 3:7 (2:1, 1:4, 0:2) | США | Кредит Юнион-центр Зрителей: 11 318 |

| Отчёт  | Отчёт | Отчёт  | Отчёт | Отчёт                                                                              |
| ------ | ----- | ------ | ----- | ---------------------------------------------------------------------------------- |
|        |       |        |       |                                                                                    |
|        |       |        |       | Судьи: Константин Оленин Алексей Раводин Линейные судьи: Вит Ледерер Роман Шиханов |
|        |       |        |       |                                                                                    |
|        |       |        |       |                                                                                    |
|        |       |        |       |                                                                                    |
|        |       |        |       |                                                                                    |
|        |       |        |       |                                                                                    |
| 16 мин | Штраф | 35 мин |       |                                                                                    |
|        |       |        |       |                                                                                    |
|        | 20    | Броски | 46    |                                                                                    |

| 27 декабря 2009 15:00 | США | 3:0 (0:0, 1:0, 2:0) | Швейцария | Кредит Юнион-центр Зрителей: 12 853 |

| Отчёт | Отчёт                       | Отчёт   | Отчёт                       | Отчёт                                                                           |
| --- | --------------------------- | ------- | --------------------------- | ------------------------------------------------------------------------------- |
| |                             |         |                             |                                                                                 |
| | Джек Кэмпбелл — 00:00-60:00 | Вратари | 00:00-60:00 — Беньямин Конц | Судьи: Морган Юханссон Владимир Шиндлер Линейные судьи: Вит Ледерер Сирко Шульц |
| | Голы:                       |         |                             | Судьи: Морган Юханссон Владимир Шиндлер Линейные судьи: Вит Ледерер Сирко Шульц |
| Крис Крайдер (бол.) — 25:27 (К. Фаулер, Д. Степан) Мэтт Донован — 52:35 (Р. Бурк, К. Палмьери) Эй Джей Дженкс — 56:36 (Д. Варсовски, Дж. Морин) | 1:0 2:0 3:0                 |         |                             | Судьи: Морган Юханссон Владимир Шиндлер Линейные судьи: Вит Ледерер Сирко Шульц |
| |                             |         |                             | Судьи: Морган Юханссон Владимир Шиндлер Линейные судьи: Вит Ледерер Сирко Шульц |
| |                             |         |                             | Судьи: Морган Юханссон Владимир Шиндлер Линейные судьи: Вит Ледерер Сирко Шульц |
| |                             |         |                             | Судьи: Морган Юханссон Владимир Шиндлер Линейные судьи: Вит Ледерер Сирко Шульц |
| 6 мин | Штраф                       | 10 мин  |                             | Судьи: Морган Юханссон Владимир Шиндлер Линейные судьи: Вит Ледерер Сирко Шульц |
| |                             |         |                             |                                                                                 |
| | 49                          | Броски  | 22                          |                                                                                 |

| 27 декабря 2009 19:00 | Словакия | 8:3 (5:0, 2:2, 1:1) | Латвия | Кредит Юнион-центр Зрителей: 12 648 |

| Отчёт  | Отчёт | Отчёт  | Отчёт | Отчёт                                                                               |
| ------ | ----- | ------ | ----- | ----------------------------------------------------------------------------------- |
|        |       |        |       |                                                                                     |
|        |       |        |       | Судьи: Антонин Йержабек Том Лааксонен Линейные судьи: Роман Шиханов Сакари Суоминен |
|        |       |        |       |                                                                                     |
|        |       |        |       |                                                                                     |
|        |       |        |       |                                                                                     |
|        |       |        |       |                                                                                     |
|        |       |        |       |                                                                                     |
| 12 мин | Штраф | 14 мин |       |                                                                                     |
|        |       |        |       |                                                                                     |
|        | 41    | Броски | 29    |                                                                                     |

| 28 декабря 2009 15:00 | Канада | 6:0 (2:0, 3:0, 1:0) | Швейцария | Кредит Юнион-центр Зрителей: 13 301 |

| Отчёт | Отчёт                     | Отчёт   | Отчёт                       | Отчёт                                                                                             |
| --- | ------------------------- | ------- | --------------------------- | ------------------------------------------------------------------------------------------------- |
| |                           |         |                             |                                                                                                   |
| | Джейк Аллен — 00:00-60:00 | Вратари | 00:00-60:00 — Беньямин Конц | Судьи: Константин Оленин Алексей Раводин Линейные судьи: Сирко Шульц Кристиан Тиллерквист-Йёнссон |
| | Голы:                     |         |                             | Судьи: Константин Оленин Алексей Раводин Линейные судьи: Сирко Шульц Кристиан Тиллерквист-Йёнссон |
| Брэндон Макмиллан — 00:23 (Дж. Эберле, Б. Шенн) Алекс Пьетранжело (бол.) — 08:14 (Т. Холл, Дж. Эберле) Назем Кадри (бол.) — 21:06 (Р. Эллис, Т. Хамоник) Джордан Эберле (бол.) — 21:26 (Р. Эллис, Н. Кадри) Брэндон Макмиллан — 23:42 (Дж. Эберле, К. де Хаан) Брэндон Макмиллан (бол.) — 59:23 (Дж. Коуэн, Дж. Эберле) | 1:0 2:0 3:0 4:0 5:0 6:0   |         |                             | Судьи: Константин Оленин Алексей Раводин Линейные судьи: Сирко Шульц Кристиан Тиллерквист-Йёнссон |
| |                           |         |                             | Судьи: Константин Оленин Алексей Раводин Линейные судьи: Сирко Шульц Кристиан Тиллерквист-Йёнссон |
| |                           |         |                             | Судьи: Константин Оленин Алексей Раводин Линейные судьи: Сирко Шульц Кристиан Тиллерквист-Йёнссон |
| |                           |         |                             | Судьи: Константин Оленин Алексей Раводин Линейные судьи: Сирко Шульц Кристиан Тиллерквист-Йёнссон |
| 8 мин | Штраф                     | 14 мин  |                             | Судьи: Константин Оленин Алексей Раводин Линейные судьи: Сирко Шульц Кристиан Тиллерквист-Йёнссон |
| |                           |         |                             |                                                                                                   |
| | 54                        | Броски  | 15                          |                                                                                                   |

| 29 декабря 2009 15:00 | Латвия | 1:12 (0:6, 1:1, 0:5) | США | Кредит Юнион-центр Зрителей: 11 494 |

| Отчёт  | Отчёт | Отчёт  | Отчёт | Отчёт                                                                                         |
| ------ | ----- | ------ | ----- | --------------------------------------------------------------------------------------------- |
|        |       |        |       |                                                                                               |
|        |       |        |       | Судьи: Том Лааксонен Кристер Ларкинг Линейные судьи: Вит Ледерер Кристиан Тиллерквист-Йёнссон |
|        |       |        |       |                                                                                               |
|        |       |        |       |                                                                                               |
|        |       |        |       |                                                                                               |
|        |       |        |       |                                                                                               |
|        |       |        |       |                                                                                               |
| 18 мин | Штраф | 16 мин |       |                                                                                               |
|        |       |        |       |                                                                                               |
|        | 19    | Броски | 62    |                                                                                               |

| 29 декабря 2009 19:00 | Канада | 8:2 (3:0, 4:1, 1:1) | Словакия | Кредит Юнион-центр Зрителей: 13 232 |

| Отчёт  | Отчёт | Отчёт  | Отчёт | Отчёт                                                                                |
| ------ | ----- | ------ | ----- | ------------------------------------------------------------------------------------ |
|        |       |        |       |                                                                                      |
|        |       |        |       | Судьи: Антонин Йержабек Владимир Шиндлер Линейные судьи: Сирко Шульц Сакари Суоминен |
|        |       |        |       |                                                                                      |
|        |       |        |       |                                                                                      |
|        |       |        |       |                                                                                      |
|        |       |        |       |                                                                                      |
|        |       |        |       |                                                                                      |
| 18 мин | Штраф | 18 мин |       |                                                                                      |
|        |       |        |       |                                                                                      |
|        | 35    | Броски | 27    |                                                                                      |

| 30 декабря 2009 15:00 | Швейцария | 7:5 (2:3, 1:1, 4:1) | Латвия | Кредит Юнион-центр Зрителей: 13 139 |

| Отчёт  | Отчёт | Отчёт  | Отчёт | Отчёт                                                                              |
| ------ | ----- | ------ | ----- | ---------------------------------------------------------------------------------- |
|        |       |        |       |                                                                                    |
|        |       |        |       | Судьи: Морган Юханссон Константин Оленин Линейные судьи: Вит Ледерер Роман Шиханов |
|        |       |        |       |                                                                                    |
|        |       |        |       |                                                                                    |
|        |       |        |       |                                                                                    |
|        |       |        |       |                                                                                    |
|        |       |        |       |                                                                                    |
| 10 мин | Штраф | 12 мин |       |                                                                                    |
|        |       |        |       |                                                                                    |
|        | 34    | Броски | 29    |                                                                                    |

| 31 декабря 2009 15:00 | Швейцария | 4:1 (0:0, 1:0, 3:1) | Словакия | Кредит Юнион-центр Зрителей: 13 177 |

| Отчёт | Отчёт | Отчёт  | Отчёт | Отчёт                                                                                              |
| ----- | ----- | ------ | ----- | -------------------------------------------------------------------------------------------------- |
|       |       |        |       | |
|       |       |        |       | Судьи: Алексей Раводин Владимир Шиндлер Линейные судьи: Роман Шиханов Кристиан Тиллерквист-Йёнссон |
|       |       |        |       | |
|       |       |        |       | |
|       |       |        |       | |
|       |       |        |       | |
|       |       |        |       | |
| 6 мин | Штраф | 6 мин  |       | |
|       |       |        |       | |
|       | 30    | Броски | 41    | |

| 31 декабря 2009 19:00 | США | 4:5 (Б) (1:1, 2:1, 1:2, 0:0, 0:1) | Канада | Кредит Юнион-центр Зрителей: 15 171 |

| Отчёт  | Отчёт | Отчёт  | Отчёт | Отчёт                                                                            |
| ------ | ----- | ------ | ----- | -------------------------------------------------------------------------------- |
|        |       |        |       |                                                                                  |
|        |       |        |       | Судьи: Том Лааксонен Кристер Ларкинг Линейные судьи: Сирко Шульц Сакари Суоминен |
|        |       |        |       |                                                                                  |
|        |       |        |       |                                                                                  |
|        |       |        |       |                                                                                  |
|        |       |        |       |                                                                                  |
|        |       |        |       |                                                                                  |
| 12 мин | Штраф | 8 мин  |       |                                                                                  |
|        |       |        |       |                                                                                  |
|        | 28    | Броски | 35    |                                                                                  |

### Группа B
| М | Сборная   | И | В | ВО | ПО | П | ШЗ | ШП | РШ  | О  |
| - | --------- | - | - | -- | -- | - | -- | -- | --- | -- |
| 1 | Швеция    | 4 | 4 | 0  | 0  | 0 | 28 | 6  | +22 | 12 |
| 2 | Россия    | 4 | 3 | 0  | 0  | 1 | 14 | 8  | +6  | 9  |
| 3 | Финляндия | 4 | 2 | 0  | 0  | 2 | 15 | 13 | +2  | 6  |
| 4 | Чехия     | 4 | 1 | 0  | 0  | 3 | 13 | 20 | −7  | 3  |
| 5 | Австрия   | 4 | 0 | 0  | 0  | 4 | 7  | 30 | −23 | 0  |

Время местное (UTC-6).
| 26 декабря 2009 13:00 | Чехия | 1:10 (0:4, 1:2, 0:4) | Швеция | Брендт-центр Зрителей: 5191 |

| Отчёт  | Отчёт | Отчёт  | Отчёт | Отчёт                                                                          |
| ------ | ----- | ------ | ----- | ------------------------------------------------------------------------------ |
|        |       |        |       |                                                                                |
|        |       |        |       | Судьи: Владимир Балушка Дерек Заласки Линейные судьи: Джефф Джобсон Мэтт Трауб |
|        |       |        |       |                                                                                |
|        |       |        |       |                                                                                |
|        |       |        |       |                                                                                |
|        |       |        |       |                                                                                |
|        |       |        |       |                                                                                |
| 14 мин | Штраф | 10 мин |       |                                                                                |
|        |       |        |       |                                                                                |
|        | 21    | Броски | 46    |                                                                                |

| 26 декабря 2009 17:00 | Россия | 6:2 (4:1, 1:1, 1:0) | Австрия | Брендт-центр Зрителей: 4990 |

| Отчёт  | Отчёт                           | Отчёт  | Отчёт | Отчёт                                                                     |
| ------ | ------------------------------- | ------ | ----- | ------------------------------------------------------------------------- |
|        |                                 |        |       |                                                                           |
|        |                                 |        |       | Судьи: Дарси Бёрчелл Кит Кавал Линейные судьи: Пол Кэрнатан Йозеф Тврдонь |
|        | Голы:                           |        |       |                                                                           |
|        | 1:0 1:1 2:1 3:1 4:1 5:1 5:2 6:2 |        |       |                                                                           |
|        |                                 |        |       |                                                                           |
|        |                                 |        |       |                                                                           |
|        |                                 |        |       |                                                                           |
| 14 мин | Штраф                           | 24 мин |       |                                                                           |
|        |                                 |        |       |                                                                           |
|        | 33                              | Броски | 16    |                                                                           |

| 27 декабря 2009 13:00 | Австрия | 3:7 (0:2, 3:2, 0:3) | Швеция | Брендт-центр Зрителей: 5025 |

| Отчёт  | Отчёт | Отчёт  | Отчёт | Отчёт                                                                            |
| ------ | ----- | ------ | ----- | -------------------------------------------------------------------------------- |
|        |       |        |       |                                                                                  |
|        |       |        |       | Судьи: Владимир Балушка Даниэль Пихачек Линейные судьи: Мэтт Трауб Йозеф Тврдонь |
|        |       |        |       |                                                                                  |
|        |       |        |       |                                                                                  |
|        |       |        |       |                                                                                  |
|        |       |        |       |                                                                                  |
|        |       |        |       |                                                                                  |
| 20 мин | Штраф | 12 мин |       |                                                                                  |
|        |       |        |       |                                                                                  |
|        | 24    | Броски | 54    |                                                                                  |

| 27 декабря 2009 17:00 | Чехия | 3:4 (2:0, 1:1, 0:3) | Финляндия | Брендт-центр Зрителей: 5572 |

| Отчёт  | Отчёт | Отчёт  | Отчёт | Отчёт                                                                    |
| ------ | ----- | ------ | ----- | ------------------------------------------------------------------------ |
|        |       |        |       |                                                                          |
|        |       |        |       | Судьи: Дарси Бёрчелл Кит Кавал Линейные судьи: Пол Кэрнатан Даниэль Вирт |
|        |       |        |       |                                                                          |
|        |       |        |       |                                                                          |
|        |       |        |       |                                                                          |
|        |       |        |       |                                                                          |
|        |       |        |       |                                                                          |
| 16 мин | Штраф | 12 мин |       |                                                                          |
|        |       |        |       |                                                                          |
|        | 21    | Броски | 41    |                                                                          |

| 28 декабря 2009 17:00 | Финляндия | 0:2 (0:1, 0:1, 0:0) | Россия | Брендт-центр Зрителей: 5675 |

| Отчёт  | Отчёт                    | Отчёт                                                                                    | Отчёт                      | Отчёт                                                                           |
| ------ | ------------------------ | ---------------------------------------------------------------------------------------- | -------------------------- | ------------------------------------------------------------------------------- |
|        |                          |                                                                                          |                            |                                                                                 |
|        | Йони Ортио — 00:00-58:16 | Вратари                                                                                  | 00:00-60:00 — Игорь Бобков | Судьи: Даниэль Пихачек Дерек Заласки Линейные судьи: Джефф Джобсон Даниэль Вирт |
|        | Голы:                    |                                                                                          |                            | Судьи: Даниэль Пихачек Дерек Заласки Линейные судьи: Джефф Джобсон Даниэль Вирт |
|        | 0:1 0:2                  | 06:51 — Пётр Хохряков (Н. Филатов, К. Петров) 29:16 — Никита Филатов (бол.) (М. Чудинов) |                            | Судьи: Даниэль Пихачек Дерек Заласки Линейные судьи: Джефф Джобсон Даниэль Вирт |
|        |                          |                                                                                          |                            | Судьи: Даниэль Пихачек Дерек Заласки Линейные судьи: Джефф Джобсон Даниэль Вирт |
|        |                          |                                                                                          |                            | Судьи: Даниэль Пихачек Дерек Заласки Линейные судьи: Джефф Джобсон Даниэль Вирт |
|        |                          |                                                                                          |                            | Судьи: Даниэль Пихачек Дерек Заласки Линейные судьи: Джефф Джобсон Даниэль Вирт |
| 26 мин | Штраф                    | 24 мин                                                                                   |                            | Судьи: Даниэль Пихачек Дерек Заласки Линейные судьи: Джефф Джобсон Даниэль Вирт |
|        |                          |                                                                                          |                            |                                                                                 |
|        | 46                       | Броски                                                                                   | 17                         |                                                                                 |

| 29 декабря 2009 13:00 | Австрия | 1:7 (1:1, 0:3, 0:3) | Чехия | Брендт-центр Зрителей: 5334 |

| Отчёт  | Отчёт | Отчёт  | Отчёт | Отчёт                                                                     |
| ------ | ----- | ------ | ----- | ------------------------------------------------------------------------- |
|        |       |        |       |                                                                           |
|        |       |        |       | Судьи: Кит Кавал Даниэль Пихачек Линейные судьи: Мэтт Трауб Йозеф Тврдонь |
|        |       |        |       |                                                                           |
|        |       |        |       |                                                                           |
|        |       |        |       |                                                                           |
|        |       |        |       |                                                                           |
|        |       |        |       |                                                                           |
| 16 мин | Штраф | 6 мин  |       |                                                                           |
|        |       |        |       |                                                                           |
|        | 22    | Броски | 56    |                                                                           |

| 29 декабря 2009 17:00 | Швеция | 4:1 (2:0, 1:1, 1:0) | Россия | Брендт-центр Зрителей: 6234 |

| Отчёт  | Отчёт | Отчёт  | Отчёт | Отчёт                                                                        |
| ------ | ----- | ------ | ----- | ---------------------------------------------------------------------------- |
|        |       |        |       |                                                                              |
|        |       |        |       | Судьи: Дарси Бёрчелл Дерек Заласки Линейные судьи: Пол Кэрнатан Даниэль Вирт |
|        |       |        |       |                                                                              |
|        |       |        |       |                                                                              |
|        |       |        |       |                                                                              |
|        |       |        |       |                                                                              |
|        |       |        |       |                                                                              |
| 10 мин | Штраф | 8 мин  |       |                                                                              |
|        |       |        |       |                                                                              |
|        | 45    | Броски | 37    |                                                                              |

| 30 декабря 2009 13:00 | Финляндия | 10:1 (5:0, 3:1, 2:0) | Австрия | Брендт-центр Зрителей: 5193 |

| Отчёт | Отчёт | Отчёт  | Отчёт | Отчёт                                                                             |
| ----- | ----- | ------ | ----- | --------------------------------------------------------------------------------- |
|       |       |        |       |                                                                                   |
|       |       |        |       | Судьи: Владимир Балушка Дерек Заласки Линейные судьи: Джефф Джобсон Йозеф Тврдонь |
|       |       |        |       |                                                                                   |
|       |       |        |       |                                                                                   |
|       |       |        |       |                                                                                   |
|       |       |        |       |                                                                                   |
|       |       |        |       |                                                                                   |
| 8 мин | Штраф | 22 мин |       |                                                                                   |
|       |       |        |       |                                                                                   |
|       | 59    | Броски | 12    |                                                                                   |

| 31 декабря 2009 13:00 | Швеция | 7:1 (1:0, 3:0, 3:1) | Финляндия | Брендт-центр Зрителей: 5145 |

| Отчёт  | Отчёт | Отчёт  | Отчёт | Отчёт                                                                     |
| ------ | ----- | ------ | ----- | ------------------------------------------------------------------------- |
|        |       |        |       |                                                                           |
|        |       |        |       | Судьи: Дарси Бёрчелл Кит Кавал Линейные судьи: Пол Кэрнатан Джефф Джобсон |
|        |       |        |       |                                                                           |
|        |       |        |       |                                                                           |
|        |       |        |       |                                                                           |
|        |       |        |       |                                                                           |
|        |       |        |       |                                                                           |
| 14 мин | Штраф | 6 мин  |       |                                                                           |
|        |       |        |       |                                                                           |
|        | 28    | Броски | 39    |                                                                           |

| 31 декабря 2009 17:00 | Россия | 5:2 (1:0, 1:1, 3:1) | Чехия | Брендт-центр Зрителей: 5293 |

| Отчёт  | Отчёт | Отчёт  | Отчёт | Отчёт                                                                           |
| ------ | ----- | ------ | ----- | ------------------------------------------------------------------------------- |
|        |       |        |       |                                                                                 |
|        |       |        |       | Судьи: Владимир Балушка Даниэль Пихачек Линейные судьи: Мэтт Трауб Даниэль Вирт |
|        |       |        |       |                                                                                 |
|        |       |        |       |                                                                                 |
|        |       |        |       |                                                                                 |
|        |       |        |       |                                                                                 |
|        |       |        |       |                                                                                 |
| 22 мин | Штраф | 18 мин |       |                                                                                 |
|        |       |        |       |                                                                                 |
|        | 26    | Броски | 41    |                                                                                 |

## Утешительный раунд
Учитываются результаты личных встреч предварительного раунда.
|  | Команды, переходящие в первый дивизион чемпионата мира 2011 года |

| М | Сборная  | И | В | ВО | ПО | П | ШЗ | ШП | РШ  | О |
| - | -------- | - | - | -- | -- | - | -- | -- | --- | - |
| 1 | Чехия    | 3 | 3 | 0  | 0  | 0 | 22 | 5  | +17 | 9 |
| 2 | Словакия | 3 | 1 | 1  | 0  | 1 | 13 | 10 | +3  | 6 |
| 3 | Латвия   | 3 | 1 | 0  | 0  | 2 | 11 | 22 | −11 | 3 |
| 4 | Австрия  | 3 | 0 | 0  | 1  | 2 | 7  | 16 | −9  | 0 |

Время местное (UTC-6).
| 2 января 2010 12:00 | Словакия | 3:2 (2:0, 0:2, 1:0) | Австрия | Кредит Юнион-центр Зрителей: 8634 |

| Отчёт  | Отчёт | Отчёт  | Отчёт | Отчёт                                                                                         |
| ------ | ----- | ------ | ----- | --------------------------------------------------------------------------------------------- |
|        |       |        |       |                                                                                               |
|        |       |        |       | Судьи: Дарси Бёрчелл Том Лааксонен Линейные судьи: Роман Шиханов Кристиан Тиллерквист-Йёнссон |
|        |       |        |       |                                                                                               |
|        |       |        |       |                                                                                               |
|        |       |        |       |                                                                                               |
|        |       |        |       |                                                                                               |
|        |       |        |       |                                                                                               |
| 14 мин | Штраф | 22 мин |       |                                                                                               |
|        |       |        |       |                                                                                               |
|        | 41    | Броски | 26    |                                                                                               |

| 3 января 2010 12:00 | Чехия | 10:2 (5:0, 2:2, 3:0) | Латвия | Кредит Юнион-центр Зрителей: 8294 |

| Отчёт  | Отчёт | Отчёт  | Отчёт | Отчёт                                                                        |
| ------ | ----- | ------ | ----- | ---------------------------------------------------------------------------- |
|        |       |        |       |                                                                              |
|        |       |        |       | Судьи: Морган Юханссон Дерек Заласки Линейные судьи: Мэтт Трауб Даниэль Вирт |
|        |       |        |       |                                                                              |
|        |       |        |       |                                                                              |
|        |       |        |       |                                                                              |
|        |       |        |       |                                                                              |
|        |       |        |       |                                                                              |
| 26 мин | Штраф | 14 мин |       |                                                                              |
|        |       |        |       |                                                                              |
|        | 42    | Броски | 15    |                                                                              |

| 4 января 2010 12:00 | Чехия | 5:2 (1:1, 3:1, 1:0) | Словакия | Кредит Юнион-центр Зрителей: 6221 |

| Отчёт | Отчёт | Отчёт  | Отчёт | Отчёт                                                                                  |
| ----- | ----- | ------ | ----- | -------------------------------------------------------------------------------------- |
|       |       |        |       |                                                                                        |
|       |       |        |       | Судьи: Константин Оленин Даниэль Пихачек Линейные судьи: Роман Шиханов Сакари Суоминен |
|       |       |        |       |                                                                                        |
|       |       |        |       |                                                                                        |
|       |       |        |       |                                                                                        |
|       |       |        |       |                                                                                        |
|       |       |        |       |                                                                                        |
| 2 мин | Штраф | 14 мин |       |                                                                                        |
|       |       |        |       |                                                                                        |
|       | 33    | Броски | 27    |                                                                                        |

| 4 января 2010 16:00 | Австрия | 4:6 (1:4, 2:0, 1:2) | Латвия | Кредит Юнион-центр Зрителей: 7238 |

| Отчёт  | Отчёт | Отчёт  | Отчёт | Отчёт                                                                           |
| ------ | ----- | ------ | ----- | ------------------------------------------------------------------------------- |
|        |       |        |       |                                                                                 |
|        |       |        |       | Судьи: Морган Юханссон Алексей Раводин Линейные судьи: Джефф Джобсон Мэтт Трауб |
|        |       |        |       |                                                                                 |
|        |       |        |       |                                                                                 |
|        |       |        |       |                                                                                 |
|        |       |        |       |                                                                                 |
|        |       |        |       |                                                                                 |
| 43 мин | Штраф | 28 мин |       |                                                                                 |
|        |       |        |       |                                                                                 |
|        | 43    | Броски | 43    |                                                                                 |

## Плей-офф
|  | Четвертьфинал | Четвертьфинал | Четвертьфинал |  |  | Полуфинал | Полуфинал | Полуфинал |  |  | Финал | Финал  | Финал |
|  |               |               |               |  |  |           |           |           |  |  |       |        |       |
|  |               |               |               |  |  | A1        | Канада    | 6         |  |  |       |        |       |
|  | B2            | Россия        | 2             |  |  | А3        | Швейцария | 1         |  |  |       |        |       |
|  | A3            | Швейцария     | 3             |  |  |           |           |           |  |  | А1    | Канада | 5     |
|  |               |               |               |  |  |           |           |           |  |  | А2    | США    | 6     |
|  |               |               |               |  |  | B1        | Швеция    | 2         |  |  |       |        |       |
|  | A2            | США           | 6             |  |  | А2        | США       | 5         |  |  |       |        |       |
|  | B3            | Финляндия     | 2             |  |  |           |           |           |  |  |       |        |       |

### Четвертьфинал
Время местное (UTC-6).
| 2 января 2010 16:00 | Россия | 2:3 (OT) (0:0, 2:1, 0:1, 0:1) | Швейцария | Кредит Юнион-центр Зрителей: 12 278 |

| Отчёт                                                                              | Отчёт                      | Отчёт                                                                                        | Отчёт                                   | Отчёт                                                                                 |
| ---------------------------------------------------------------------------------- | -------------------------- | -------------------------------------------------------------------------------------------- | --------------------------------------- | ------------------------------------------------------------------------------------- |
|                                                                                    |                            |                                                                                              |                                         |                                                                                       |
|                                                                                    | Игорь Бобков — 00:00-69:46 | Вратари                                                                                      | 00:00-59:16 — Беньямин Конц 59:27-69:46 | Судьи: Антонин Йержабек Даниэль Пихачек Линейные судьи: Сакари Суоминен Йозеф Тврдонь |
|                                                                                    | Голы:                      |                                                                                              |                                         | Судьи: Антонин Йержабек Даниэль Пихачек Линейные судьи: Сакари Суоминен Йозеф Тврдонь |
| Владимир Тарасенко — 38:44 (М. Кицын, Д. Орлов) Кирилл Петров — 39:00 (Н. Филатов) | 0:1 :1 2:1 2:2 2:3         | 28:25 — Михаэль Лоиша (С. Ризер, Р. Шеппи) 59:27 — Нино Нидеррайтер 69:46 — Нино Нидеррайтер |                                         | Судьи: Антонин Йержабек Даниэль Пихачек Линейные судьи: Сакари Суоминен Йозеф Тврдонь |
|                                                                                    |                            |                                                                                              |                                         | Судьи: Антонин Йержабек Даниэль Пихачек Линейные судьи: Сакари Суоминен Йозеф Тврдонь |
|                                                                                    |                            |                                                                                              |                                         | Судьи: Антонин Йержабек Даниэль Пихачек Линейные судьи: Сакари Суоминен Йозеф Тврдонь |
|                                                                                    |                            |                                                                                              |                                         | Судьи: Антонин Йержабек Даниэль Пихачек Линейные судьи: Сакари Суоминен Йозеф Тврдонь |
| 4 мин                                                                              | Штраф                      | 10 мин                                                                                       |                                         | Судьи: Антонин Йержабек Даниэль Пихачек Линейные судьи: Сакари Суоминен Йозеф Тврдонь |
|                                                                                    |                            |                                                                                              |                                         |                                                                                       |
|                                                                                    | 52                         | Броски                                                                                       | 31                                      |                                                                                       |

| 2 января 2010 20:00 | США | 6:2 (2:0, 1:1, 3:1) | Финляндия | Кредит Юнион-центр Зрителей: 12 701 |

| Отчёт | Отчёт | Отчёт  | Отчёт | Отчёт                                                                         |
| ----- | ----- | ------ | ----- | ----------------------------------------------------------------------------- |
|       |       |        |       |                                                                               |
|       |       |        |       | Судьи: Владимир Балушка Дерек Заласки Линейные судьи: Мэтт Трауб Даниэль Вирт |
|       |       |        |       |                                                                               |
|       |       |        |       |                                                                               |
|       |       |        |       |                                                                               |
|       |       |        |       |                                                                               |
|       |       |        |       |                                                                               |
| 4 мин | Штраф | 2 мин  |       |                                                                               |
|       |       |        |       |                                                                               |
|       | 25    | Броски | 44    |                                                                               |

### Полуфинал
Время местное (UTC-6).
| 3 января 2010 16:00 | Канада | 6:1 (1:0, 2:1, 3:0) | Швейцария | Кредит Юнион-центр Зрителей: 13 427 |

| Отчёт  | Отчёт | Отчёт  | Отчёт | Отчёт                                                                                      |
| ------ | ----- | ------ | ----- | ------------------------------------------------------------------------------------------ |
|        |       |        |       |                                                                                            |
|        |       |        |       | Судьи: Кит Кавал Кристер Ларкинг Линейные судьи: Пол Кэрнатан Кристиан Тиллерквист-Йёнссон |
|        |       |        |       |                                                                                            |
|        |       |        |       |                                                                                            |
|        |       |        |       |                                                                                            |
|        |       |        |       |                                                                                            |
|        |       |        |       |                                                                                            |
| 10 мин | Штраф | 39 мин |       |                                                                                            |
|        |       |        |       |                                                                                            |
|        | 44    | Броски | 21    |                                                                                            |

| 3 января 2010 20:00 | Швеция | 2:5 (0:1, 2:1, 0:3) | США | Кредит Юнион-центр Зрителей: 12 137 |

| Отчёт  | Отчёт | Отчёт  | Отчёт | Отчёт                                                                      |
| ------ | ----- | ------ | ----- | -------------------------------------------------------------------------- |
|        |       |        |       |                                                                            |
|        |       |        |       | Судьи: Дарси Бёрчелл Том Лааксонен Линейные судьи: Вит Ледерер Сирко Шульц |
|        |       |        |       |                                                                            |
|        |       |        |       |                                                                            |
|        |       |        |       |                                                                            |
|        |       |        |       |                                                                            |
|        |       |        |       |                                                                            |
| 35 мин | Штраф | 8 мин  |       |                                                                            |
|        |       |        |       |                                                                            |
|        | 29    | Броски | 34    |                                                                            |

### Матч за 5-е место
Время местное (UTC-6).
| 4 января 2010 20:00 | Россия | 3:4 (2:1, 0:1, 1:2) | Финляндия | Кредит Юнион-центр Зрителей: 11 214 |

| Отчёт | Отчёт                                                              | Отчёт | Отчёт                                                 | Отчёт                                                                               |
| --- | ------------------------------------------------------------------ | --- | ----------------------------------------------------- | ----------------------------------------------------------------------------------- |
| |                                                                    | |                                                       |                                                                                     |
| | Рамис Садиков — 00:00-26:32 Игорь Бобков — 26:32-59:30 59:39-60:00 | Вратари | 00:00-20:00 — Петтери Симиля 20:00-60:00 — Йони Ортио | Судьи: Антонин Йержабек Владимир Шиндлер Линейные судьи: Йозеф Тврдонь Даниэль Вирт |
| | Голы:                                                              | |                                                       | Судьи: Антонин Йержабек Владимир Шиндлер Линейные судьи: Йозеф Тврдонь Даниэль Вирт |
| Максим Трунёв — 05:36 (К. Петров, П. Хохряков) Александр Бурмистров — 19:37 (Д. Орлов, М. Трунёв) Александр Бурмистров — 51:07 (К. Петров) | 1:0 1:1 2:1 2:2 2:3 :3 3:4                                         | 16:08 — Теему Эронен (бол.) (Й. Няттинен) 38:32 — Пекка Йормакка (бол.) (Я. Лаюнен, М. Соинту) 46:14 — Ури Ниеми (бол.) (Т. Эронен, М. Гранлунд) 54:02 — Ури Ниеми (бол.) (М. Гранлунд, С. Ватанен) |                                                       | Судьи: Антонин Йержабек Владимир Шиндлер Линейные судьи: Йозеф Тврдонь Даниэль Вирт |
| |                                                                    | |                                                       | Судьи: Антонин Йержабек Владимир Шиндлер Линейные судьи: Йозеф Тврдонь Даниэль Вирт |
| |                                                                    | |                                                       | Судьи: Антонин Йержабек Владимир Шиндлер Линейные судьи: Йозеф Тврдонь Даниэль Вирт |
| |                                                                    | |                                                       | Судьи: Антонин Йержабек Владимир Шиндлер Линейные судьи: Йозеф Тврдонь Даниэль Вирт |
| 20 мин | Штраф                                                              | 6 мин |                                                       | Судьи: Антонин Йержабек Владимир Шиндлер Линейные судьи: Йозеф Тврдонь Даниэль Вирт |
| |                                                                    | |                                                       |                                                                                     |
| | 19                                                                 | Броски | 35                                                    |                                                                                     |

### Матч за 3-е место
Время местное (UTC-6).
| 5 января 2010 15:00 | Швеция | 11:4 (5:0, 5:4, 1:0) | Швейцария | Кредит Юнион-центр Зрителей: 12 121 |

| Отчёт  | Отчёт | Отчёт  | Отчёт | Отчёт                                                                   |
| ------ | ----- | ------ | ----- | ----------------------------------------------------------------------- |
|        |       |        |       |                                                                         |
|        |       |        |       | Судьи: Кит Кавал Дерек Заласки Линейные судьи: Пол Кэрнатан Вит Ледерер |
|        |       |        |       |                                                                         |
|        |       |        |       |                                                                         |
|        |       |        |       |                                                                         |
|        |       |        |       |                                                                         |
|        |       |        |       |                                                                         |
| 24 мин | Штраф | 14 мин |       |                                                                         |
|        |       |        |       |                                                                         |
|        | 50    | Броски | 20    |                                                                         |

### Финал
Время местное (UTC-6).
| 5 января 2010 19:00 | Канада | 5:6 (OT) (2:2, 1:1, 2:2, 0:1) | США | Кредит Юнион-центр Зрителей: 15 171 |

| Отчёт | Отчёт                                                | Отчёт | Отчёт                                             | Отчёт                                                                                         |
| --- | ---------------------------------------------------- | --- | ------------------------------------------------- | --------------------------------------------------------------------------------------------- |
| |                                                      | |                                                   |                                                                                               |
| | Джейк Аллен — 00:00-46:23 Мартин Джонс — 46:23-64:31 | Вратари | 00:00-23:56 — Майк Ли 23:56-64:31 — Джек Кэмпбелл | Судьи: Том Лааксонен Кристер Ларкинг Линейные судьи: Сирко Шульц Кристиан Тиллерквист-Йёнссон |
| | Голы:                                                | |                                                   | Судьи: Том Лааксонен Кристер Ларкинг Линейные судьи: Сирко Шульц Кристиан Тиллерквист-Йёнссон |
| Люк Адам — 02:40 (Дж. Карон) Грег Немис — 16:03 (Н. Кадри, Т. Холл) Тэйлор Холл — 23:56 (Л. Адам) Джордан Эберле (бол.) — 57:11 (А. Пьетранжело, Т. Холл) Джордан Эберле — 58:25 (Р. Эллис, Н. Кадри) | 1:0 1:1 1:2 :2 2:3 :3 3:4 3:5 4:5 5:5 5:6            | 13:56 — Крис Крайдер (К. Палмьери, Эй Джей Дженкс) 14:32 — Джордан Шрёдер (Р. Бурк, М. Донован) 21:03 — Джон Карлсон (бол.) (Д. Кристо, Ф. Макри) 44:12 — Джерри Д'Амиго (Д. Степан) 46:23 — Дерек Степан (Дж. Д'Амиго) 64:31 — Джон Карлсон (Дж. Рэмейдж) |                                                   | Судьи: Том Лааксонен Кристер Ларкинг Линейные судьи: Сирко Шульц Кристиан Тиллерквист-Йёнссон |
| |                                                      | |                                                   | Судьи: Том Лааксонен Кристер Ларкинг Линейные судьи: Сирко Шульц Кристиан Тиллерквист-Йёнссон |
| |                                                      | |                                                   | Судьи: Том Лааксонен Кристер Ларкинг Линейные судьи: Сирко Шульц Кристиан Тиллерквист-Йёнссон |
| |                                                      | |                                                   | Судьи: Том Лааксонен Кристер Ларкинг Линейные судьи: Сирко Шульц Кристиан Тиллерквист-Йёнссон |
| 16 мин | Штраф                                                | 6 мин |                                                   | Судьи: Том Лааксонен Кристер Ларкинг Линейные судьи: Сирко Шульц Кристиан Тиллерквист-Йёнссон |
| |                                                      | |                                                   |                                                                                               |
| | 41                                                   | Броски | 37                                                |                                                                                               |

## Рейтинг и статистика

### Итоговое положение команд
| 1   | США       |
| 2   | Канада    |
| 3   | Швеция    |
| 4.  | Швейцария |
| 5.  | Финляндия |
| 6.  | Россия    |
| 7.  | Чехия     |
| 8.  | Словакия  |
| 9.  | Латвия    |
| 10. | Австрия   |

| Чемпион мира по хоккею с шайбой среди молодёжных команд 2010 |
| США Второй титул                                             |

### Лучшие бомбардиры
| Игрок                    | И | Г | П  | О  | Штр | +/− |
| ------------------------ | - | - | -- | -- | --- | --- |
| Дерек Степан             | 7 | 4 | 10 | 14 | 4   | +9  |
| Джордан Эберле           | 6 | 8 | 5  | 13 | 4   | +3  |
| Тэйлор Холл              | 6 | 6 | 6  | 12 | 0   | +3  |
| Джерри Д’Амиго           | 7 | 6 | 6  | 12 | 0   | +7  |
| Алекс Пьетранжело        | 6 | 3 | 9  | 12 | 14  | +9  |
| Андре Петтерссон         | 6 | 8 | 3  | 11 | 4   | +8  |
| Нино Нидеррайтер         | 7 | 6 | 4  | 10 | 10  | −2  |
| Кирилл Петров            | 6 | 4 | 6  | 10 | 6   | +7  |
| Магнус Пяяйарви Свенссон | 6 | 3 | 6  | 10 | 2   | +6  |
| Антон Родин              | 6 | 3 | 7  | 10 | +4  | 2   |

Примечание: И = Количество проведённых игр; Г = Голы; П = Голевые передачи; О = Очки; Штр = Штрафное время; +/− = Плюс-минус
По данным: IIHF.com

### Лучшие вратари
В списке вратари, сыгравшие не менее 40 % от всего игрового времени их сборной.
| Игрок          | ВП     | Бр  | ПШ | КН   | %ОБ   | И"0" |
| -------------- | ------ | --- | -- | ---- | ----- | ---- |
| Игорь Бобков   | 343:05 | 200 | 14 | 2.45 | 93.00 | 1    |
| Якоб Маркстрём | 298:50 | 151 | 11 | 2.21 | 92.72 | 0    |
| Майк Ли        | 263:56 | 119 | 11 | 2.50 | 90.76 | 0    |
| Джейк Аллен    | 291:23 | 102 | 10 | 2.06 | 90.20 | 2    |
| Беньямин Конц  | 428:10 | 318 | 34 | 4.76 | 89.31 | 0    |

Примечание: ВП = Время на площадке; Бр = Броски по воротам; ПШ = Пропущено шайб; КН = Коэффициент надёжности; %ОБ = Процент отражённых бросков; И"0" = «Сухие игры»
По данным: IIHF.com

### Индивидуальные награды
Самый ценный игрок (MVP):
- Джордан Эберле

Лучшие игроки:
- Вратарь:  Беньямин Конц
- Защитник:  Алекс Пьетранжело
- Нападающий:  Джордан Эберле

Сборная всех звёзд:
- Вратарь:  Беньямин Конц
- Защитники:  Алекс Пьетранжело —  Джон Карлсон
- Нападающие:  Джордан Эберле —  Дерек Степан —  Нино Нидеррайтер